# ترمنت-سور-ساولکس
ترمنت-سور-ساولکس (به فرانسوی: Trémont-sur-Saulx) یک کامین در فرانسه است که در Canton of Bar-le-Duc-Sud واقع شده‌است.

## خصوصیات
ترمنت-سور-ساولکس ۱۱٫۹ کیلومترمربع مساحت و ۶۱۰ نفر جمعیت دارد و ۱۶۴ متر بالاتر از سطح دریا واقع شده‌است.